# 1913

## Події

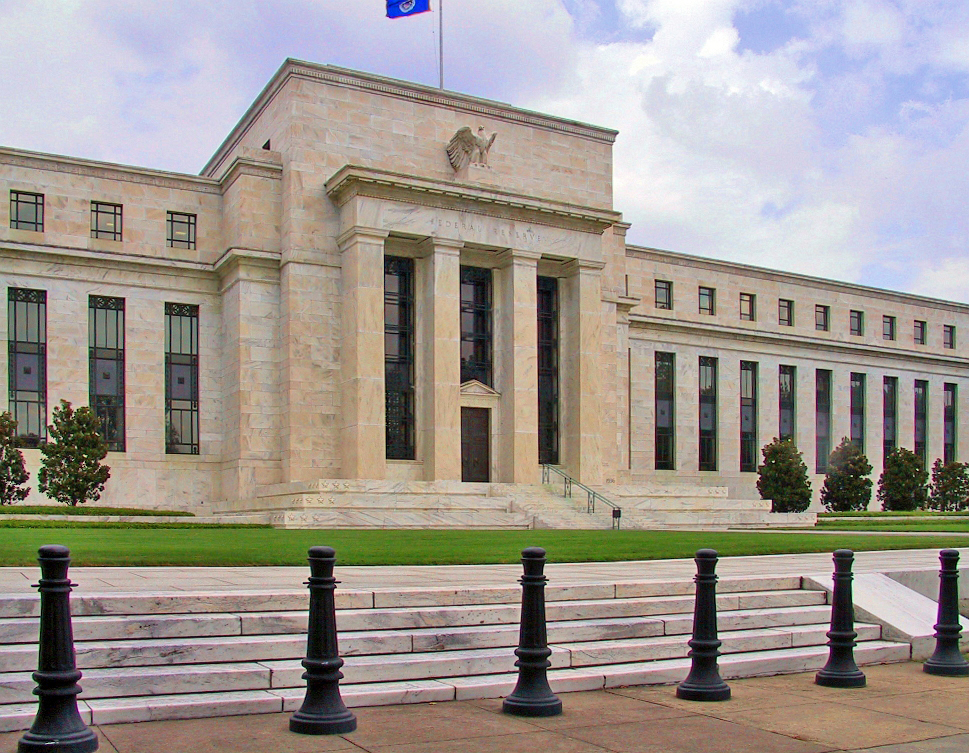
Федрезерв

- У Росії святкували 300-річчя династії Романових.
- Казимир Малевич створює полотно «Чорний квадрат на білому тлі».
- Марсель Пруст пише першу частину роману «У пошуках втраченого часу» — «У напрямку до Свану».
- Едмунд Гуссерль публікує «Ідеї до чистої феноменології та феноменологічної філософії», один з основних текстів феноменології.
- У Росії відбувся перепис населення.
- 9 лютого — між США і Нікарагуа укладений Договір Чаморро — Вейцеля, який в обмін на 3 000 000 доларів навічно надавав США виняткові права на будівництво в Нікарагуа міжокеанського каналу (тепер — Панамський канал), передавав США в оренду на 99 років острови Корн в Карибському морі і т. д.
- 4 березня — Вудро Вільсон змінив Вільяма Тафта на посаді президента США.
- 18 березня — в Салоніках помер король Греції Георгіос I. Престол перейшов до його сина Костянтину I.
- 22 квітня — У Петербурзі починається випуск газети «Правда» — органу РСДРП.
- 30 травня — Лондонський мирний договір, що поклав закінчення Першої Балканської війни.
- 29 червня — 29 липня — Друга Балканська війна за розділ Македонії між Болгарією з одного боку, та Османською імперією, Румунією, Чорногорією, Сербією і Грецією з іншого.
- 12 липня — в Китаї губернатор провінції Цзянсі Лі Лецзюнь оголосив війну президентові Китаю Юань Шикаю. Почалася «Друга революція», придушена до кінця серпня[1].
- 15 липня — Хуан Сін підняв повстання в Цзянсу на підтримку «Другої революції».
- 29 липня — утворено незалежну Албанію
- 29 липня — Велика Британія та Османська імперія уклали Конвенцію про Перську затоку. Шейхство Кувейт отримує автономію від Туреччини.
- 27 жовтня — шейх Кувейту Мубарак підписав зобов'язання про надання Великій Британії монопольних прав на розробку і видобуток нафти в його країні.
- Восени у Києві відбувається «процес Бейліса» за звинуваченням у ритуальному вбивстві.
- 28 жовтня/10 листопада — в Києві виправданий Бейліс.
- 21 грудня — у недільному додатку до газети New York World було опубліковано перший у світі кросворд Артура Вінна.

- 23 грудня — Вудро Вільсон підписав Закон про створення Федеральної резервної системи (Federal Reserve Act[en])

### Наука
- Інтерферометр Фабрі-Перо
- Відкриття озонового шару в стратосфері.

### Аварії й катастрофи
- 9 жовтня — Пожежа на британському пароплаві Вольтурно (SS Volturno), Атлантичний океан. Загинуло 136 з 660 пасажирів.

## Народилися
Дивись також Категорія:Народились 1913
- 3 січня — Рибак Натан Самійлович, український письменник.
- 9 січня — Річард Ніксон, 37-й президент США (1968—1974).
- 10 січня — Густав Гусак, президент Чехословаччини (1975—1989).
- 11 січня — Василь Кук, генерал-хорунжий, головнокомандувач УПА з 1950 (після загибелі Р. Шухевича).
- 24 лютого — Річард М. Гудвін[en] (1913-1996) — американський математик і економіст.
- 27 лютого — Ірвін Шоу, американський письменник.
- 13 березня — Сергій Михалков, російський письменник, драматург, автор гімнів СРСР та Росії
- 21 березня — Гільєрмо Аро, мексиканський астроном
- 4 квітня — Сесіл Гант, американський блюзовий співак, піаніст (пом. 1951)
- 20 травня — Вільям Редінгтон Г'юлет, американський інженер, один із співзасновників компанії Hewlett-Packard.
- 12 липня — Вілліс Юджин Лемб, американський фізик, лауреат Нобелівської премії 1955 року.
- 14 липня — Джеральд Форд, 38-й президент США (1974—1976).
- 17 липня — Роже Гароді, французький філософ
- 12 серпня — Антоні Кумелья, іспанський художник-кераміст.
- 13 серпня — Макаріос III, архієпископ, перший президент Кіпру (1959—1977).
- 16 серпня — Менахем Бегін, 6-й прем'єр-міністр Ізраїлю (1977—1983).
- 20 серпня — Роджер Волкотт Сперрі, американський нейробіолог.
- 12 вересня — Оуенс Джессі, американський легкоатлет.
- 24 вересня — Лоуренс Г'ю Аллер, американський астроном
- 29 вересня — Крамер Стенлі, американський кінорежисер.
- 10 жовтня — Сімон Клод, французький письменник.
- 10 жовтня — Оле́кса Іва́нович Воропай, український письменик(1913—1989)
- 20 жовтня — Филип Доротей, православний діяч у Чехословаччині.
- 22 жовтня — Бао Дай, імператор В'єтнаму (1949—1955).
- 25 жовтня — Клаус Барбі, керівник гестапо у Ліоні
- 2 листопада — Берт Ланкастер, американський актор
- 3 листопада — Маріка Рек, німецька акторка
- 5 листопада — Вів'єн Лі, британська акторка
- 7 листопада — Альбер Камю, французький письменник
- 10 листопада — Брежньов Геннадій Іванович, український поет (пом.  1953).
- 1 грудня — Майборода Георгій Іларіонович, український композитор
- 6 грудня — Амосов Микола Михайлович, український лікар.
- 11 грудня — Маре Жан, французький кіноактор.
- 18 грудня — Брандт Віллі, німецький державний діяч, канцлер ФРН (1969—1974).

## Померли
Див. також Категорія:Померли 1913
- 11 січня — Пускова Ольга Олександрівна, українська співачка, контральто (* 1857, Київ).
- 1 серпня — Леся Українка, українська письменниця (* 1871).
- 22 листопада — Токуґава Йосінобу, 15-й сьоґун сьоґунату Едо, останній сьоґун в історії Японії.

## Нобелівська премія
- з фізики: Камерлінг-Оннес Гейке — «За досліджування властивостей речовини за низької температури, які привели до виробництва рідкого гелію»
- з хімії: Альфред Вернер — «За роботу о природі зв'язків атомів у молекулах в області неорганічної хімії»
- з медицини та фізіології: Шарль Робер Ріше — «За визнання його робіт у анафілаксії»
- з літератури: Рабіндранат Тагор
- премія миру: Анрі Лафонтен — Як справжній лідер народного руху за мир у Європі